# Saint-Germain-sur-École
Saint-Germain-sur-École és un municipi francès, situat al departament de Sena i Marne i a la regió de Illa de França. L'any 2007 tenia 355 habitants.
Forma part del cantó de Fontainebleau, del districte de Fontainebleau i de la Comunitat d'aglomeració del Pays de Fontainebleau.

## Demografia

### Població
El 2007 la població de fet de Saint-Germain-sur-École era de 355 persones. Hi havia 136 famílies, de les quals 28 eren unipersonals (16 homes vivint sols i 12 dones vivint soles), 48 parelles sense fills, 56 parelles amb fills i 4 famílies monoparentals amb fills.
La població ha evolucionat segons el següent gràfic:
Habitants censats

### Habitatges
El 2007 hi havia 149 habitatges, 139 eren l'habitatge principal de la família, 7 eren segones residències i 3 estaven desocupats. 144 eren cases i 3 eren apartaments. Dels 139 habitatges principals, 121 estaven ocupats pels seus propietaris, 10 estaven llogats i ocupats pels llogaters i 8 estaven cedits a títol gratuït; 1 tenia una cambra, 8 en tenien dues, 9 en tenien tres, 30 en tenien quatre i 91 en tenien cinc o més. 114 habitatges disposaven pel capbaix d'una plaça de pàrquing. A 61 habitatges hi havia un automòbil i a 72 n'hi havia dos o més.

### Piràmide de població
La piràmide de població per edats i sexe el 2009 era:
| Homes | Edats   | Dones |
| ----- | ------- | ----- |
| 0     | 95 o +  | 0     |
| 0     | 90 a 94 | 0     |
| 0     | 85 a 89 | 0     |
| 4     | 80 a 84 | 0     |
| 0     | 75 a 79 | 4     |
| 8     | 70 a 74 | 0     |
| 4     | 65 a 69 | 8     |
| 12    | 60 a 64 | 20    |
| 8     | 55 a 59 | 8     |
| 8     | 50 a 54 | 20    |
| 12    | 45 a 49 | 12    |
| 20    | 40 a 44 | 8     |
| 16    | 35 a 39 | 24    |
| 12    | 30 a 34 | 12    |
| 4     | 25 a 29 | 0     |
| 4     | 20 a 24 | 8     |
| 4     | 15 a 19 | 12    |
| 20    | 10 a 14 | 12    |
| 8     | 5 a 9   | 4     |
| 16    | 0 a 4   | 12    |

## Economia
El 2007 la població en edat de treballar era de 241 persones, 180 eren actives i 61 eren inactives. De les 180 persones actives 169 estaven ocupades (88 homes i 81 dones) i 11 estaven aturades (4 homes i 7 dones). De les 61 persones inactives 22 estaven jubilades, 26 estaven estudiant i 13 estaven classificades com a «altres inactius».

### Ingressos
El 2009 a Saint-Germain-sur-École hi havia 130 unitats fiscals que integraven 335 persones, la mediana anual d'ingressos fiscals per persona era de 24.838 €.

### Activitats econòmiques
Dels 18 establiments que hi havia el 2007, 2 eren d'empreses de fabricació d'altres productes industrials, 4 d'empreses de construcció, 6 d'empreses de comerç i reparació d'automòbils, 1 d'una empresa financera, 3 d'empreses de serveis, 1 d'una entitat de l'administració pública i 1 d'una empresa classificada com a «altres activitats de serveis».
Dels 5 establiments de servei als particulars que hi havia el 2009, 1 era un guixaire pintor, 2 electricistes, 1 empresa de construcció i 1 saló de bellesa.
L'únic establiment comercial que hi havia el 2009 era una botiga de mobles.
L'any 2000 a Saint-Germain-sur-École hi havia 5 explotacions agrícoles que ocupaven un total de 225 hectàrees.

## Equipaments sanitaris i escolars
El 2009 hi havia una escola elemental integrada dins d'un grup escolar amb les comunes properes formant una escola dispersa.

## Poblacions més properes
El següent diagrama mostra les poblacions més properes.